# البديل الحر (إيطاليا)
البديل الحر كان حزب سياسي في إيطاليا، وكان يضم في الأصل عناصر يسارية ووسطية ويمينية. تم تشكيل الحزب في يناير 2015 من قبل منشقين من حركة النجوم الخمسة.

## التاريخ
تم إطلاق الحزب في يناير 2015 من قبل عشرة نواب غادروا أو طُردوا من حركة النجوم الخمسة، هو حزب شعبوي جاء في المرتبة الأولى في الانتخابات العامة لعام 2013 بسبب خلافات مع بيبي جريللو و قيادة جيانروبيرتو كاساليجيو. وفقًا لزعيم البديل الحر والتر ريزيتو عند تأسيسه احتسب الحزب سبعة أعضاء في مجلس الشيوخ ربما من بينهم عمل إيطاليا قيد التقدم وحركة إكس، لكن الفكرة لم تؤكدها أبدًا موقع مجلس الشيوخ على الإنترنت ومصادر إخبارية أخرى. إلى جانب ريزيتو كان الزعيم الرئيسي الآخر للحزب ماسيمو أرتيني.
في أبريل 2015 غادرت جيسيكا روستيلاتو إحدى نواب الحزب العشرة للانضمام إلى الحزب الديمقراطي، وبعد بضعة أيام تم استبدالها بتوني ماتاريلي المنشق عن حرية علم البيئة اليسارية في المجموعة.
اعتبارًا من منتصف يوليو 2015 بدا الحزب منقسمًا بين جناحه اليساري بقيادة أرتيني الذي شارك أعضاؤه بشكل هلال في حوار مع جوزيبي سيفاتي وكانوا يفكرون في الانضمام إلى حزبه الممكن، وجناحه اليميني. بقيادة ريزيتو الليبرالي المحافظ الذي كان يبني الجسور مع ليغا نورد والأخوة الإيطاليين بدلاً من ذلك.
في نوفمبر 2015 انضمت أغلبية الحزب بما في ذلك ستة نواب: أرتيني وماتاريلي وماركو بالداسار وإيليونورا بيتشيس وصامويل سيغوني وتانكريدي توركو إلى فريق ممكن وشكلوا مجموعة فرعية مشتركة داخل المجموعة المختلطة من الغرفة. أدى ذلك إلى انقسام أربعة نواب هم ريزيتو وسيباستيانو باربانتي ومارا موتشي وآريس بروداني. بعد فترة وجيزة انضم ماتاريلي مباشرة إلى حزب ممكن.
في مارس 2017 تم تأسيس الحزب كحزب كامل، مع المتحدث باسمه أرتيني ورئيسه كلوديو بيزوتو. في الانتخابات البلدية لعام 2017 في بارما بيزاروتي فاز الحزب بنسبة 34.8٪ من الأصوات وقائمته «تأثير بارما».
في 15 فبراير 2019 أُعلن أن الحزب أنه سوف يندمج في حزب إيطاليا في البلدية، وهو حزب آخر تشكل من قبل منشقي حركة النجوم الخمسة تحت قيادة فيديريكو بيزاروتي.